# Louis Théodore de Lasalle
Pour les articles homonymes, voir Lasalle.
Louis Théodore de Lasalle est un homme politique français né le 4 avril 1789 à Vaudrevange et mort le 7 juillet 1846 à Paris.

## Biographie
Chef d'escadron, officier d'ordonnance de Louis-Philippe, il est député de la Gironde de 1839 à 1846, siégeant dans la majorité soutenant la Monarchie de Juillet.
Il est inhumé au cimetière du Père-Lachaise (45e division).

### Sources
- « Louis Théodore de Lasalle », dans Adolphe Robert et Gaston Cougny, Dictionnaire des parlementaires français, Edgar Bourloton, 1889-1891 [détail de l’édition]